# Bieliny (Święty Krzyż)
Bieliny is een dorp in het Poolse woiwodschap Święty Krzyż, in het district Kielecki. De plaats maakt deel uit van de gemeente Bieliny en telt 1900 inwoners.

## Geboren
- Tomasz Brożyna (1970), wielrenner